# Atractosomus
Atractosomus là một chi bọ cánh cứng trong họ 
Elateridae.
Chi này được miêu tả khoa học năm 1857 bởi Lacordaire.

## Các loài
Các loài trong chi này gồm:
- Atractosomus angustus Schwarz, 1904
- Atractosomus arcuatus Candèze, 1859
- Atractosomus atricornis Erichson, 1848
- Atractosomus auricomus Candèze, 1859
- Atractosomus carinatus Candèze, 1859
- Atractosomus castaneus (Candèze, 1897)
- Atractosomus cayennensis Candèze, 1859
- Atractosomus champenoisi Chassain, 2008
- Atractosomus colombicus Fleutiaux, 1891
- Atractosomus conicicollis Candèze, 1859
- Atractosomus corax Candèze, 1859
- Atractosomus cratonychoides Candèze, 1859
- Atractosomus cribricollis Champion, 1895
- Atractosomus curticollis Champion, 1895
- Atractosomus dimidiatus Lucas, 1859
- Atractosomus ferrugineus Candèze, 1859
- Atractosomus flavescens Germar, 1839
- Atractosomus flavescens (Germar, 1839)
- Atractosomus flavipes (Candèze, 1878)
- Atractosomus fusiformis Champion, 1895
- Atractosomus illinitus (Candèze, 1893)
- Atractosomus infumatus Candèze, 1859
- Atractosomus luteipennis (Candèze, 1878)
- Atractosomus mucronatus Champion, 1895
- Atractosomus nigerrimus Schwarz, 1900
- Atractosomus oertzeni Schwarz, 1902
- Atractosomus pedestris Schwarz, 1904
- Atractosomus plebejus Candèze, 1859
- Atractosomus rhomboidalis Candèze, 1859
- Atractosomus robustus Candèze, 1859
- Atractosomus rubidus Candèze, 1859
- Atractosomus tabularius Candèze, 1859
- Atractosomus testaceipennis Schwarz, 1904